# Pedro del Valle
Pour les articles homonymes, voir Del Valle.
Pedro del Valle (28 août 1893 – 28 avril 1978) est un lieutenant-général des Forces armées des États-Unis appartenant au Corps des Marines qui a servi pendant plus de trois décennies. Il participe à la Première Guerre mondiale, à la guerre des Bananes et à la Seconde Guerre mondiale. Lors de cette dernière, il combat notamment à Guadalcanal et Okinawa où il commande la 1re division des Marines. C'est le premier Américain d'origine hispanique à être élevé au grade de lieutenant-général. Après guerre, il s'engage dans la lutte contre le communisme, mais ses positions controversées ruinent ses diverses tentatives, notamment pour former un réseau de citoyens vigilants.

## Jeunesse et formation
Pedro del Valle est né le 28 août 1893 à San Juan à Puerto Rico, lorsque l'île était encore sous la domination coloniale espagnole. Il est apparenté au Dr Francisco del Valle, un chirurgien qui a servi comme maire de San Juan de 1907 à 1910. En 1900, deux ans après la guerre hispano-américaine, la famille del Valle migre au Maryland où ils deviennent citoyens américains (le Jones–Shafroth Act (en) de 1917 donne la citoyenneté américaine à tous les Portoricains nés sur l'île). Il suit une éducation primaire et secondaire dans le Maryland.
Le 17 juin 1911, après avoir obtenu son diplôme d'études secondaires, George Radcliffe Colton, qui a servi de 1909 à 1913 comme gouverneur de Puerto Rico, lui permet de rentrer l'United States Naval Academy à Annapolis dans le Maryland. Del Valle est diplômé de l'académie en juin de 1915 avant d'être nommé sous-lieutenant dans le Corps des Marines le 5 juin 1915,,.

## Carrière militaire

### Début de carrière

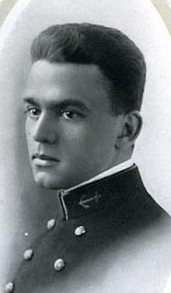
Pedro del Valle en 1915 alors aspirant de marine.

Pedro del Valle participe avec le Corps des Marines à la prise de Saint-Domingue en République dominicaine en 1916, pour laquelle on lui décerne sa première Legion of Merit. Del Valle commande ensuite le détachement de Marines à bord de l'USS Texas (BB-35) dans l'Atlantique Nord pendant la Première Guerre mondiale. En 1919, il participe à la reddition de la flotte allemande de haute mer, la Hochseeflotte. Plus tard, il sert d'aide de camp au major général Joseph Henry Pendleton (en) après avoir effectué une rotation à bord de l'USS Wyoming (BB-32). Il effectue notamment une visite d'inspection des Caraïbes en compagnie du général Pendleton.
En 1926, Del Valle sert au côté de la gendarmerie d'Haïti pendant trois ans et participe également à la guerre contre Augusto Sandino au Nicaragua. En 1929, il retourne aux États-Unis et assiste au cours d'officiers de terrain à l'École du Corps des Marines à Marine Corps Base Quantico en Virginie. En 1931, le général de brigade Randolph C. Berkeley (en) nomme del Valle au « Landing Operations Text Board » à Quantico, la première étape organisationnelle prise par les Marines pour élaborer une doctrine relative aux assauts amphibies. En 1932, il écrit un essai intitulé « Ship-to-Shore in Amphibious Operations » qui est publié dans la gazette du Corps des Marines. Dans cet essai, il souligne l'importance d'un assaut amphibie coordonné et de l'exécution d'un débarquement opposé.
Il sert en 1933 comme officier de renseignement à La Havane à Cuba sous les ordres de l'amiral Charles Freeman, à la suite de la « révolte des sergents ». De 1935 à 1937, Del Valle est attaché naval adjoint à l'ambassade américaine en Italie à Rome. Del Valle intervient alors comme observateur auprès des forces italiennes pendant la Seconde guerre italo-éthiopienne. Cette expérience l'amène à écrire le livre « Roman Eagles Over Ethiopia » où il décrit les événements menant à l'expédition italienne et les mouvements complets des opérations de l'armée italienne sous les généraux Emilio De Bono, Pietro Badoglio et Rodolfo Graziani. En 1939, il suit des cours au United States Army War College à Washington. Après l'obtention de son diplôme, il est nommé commandant en second de la « Division of Plans and Policies, USMC »,.

### Seconde Guerre mondiale

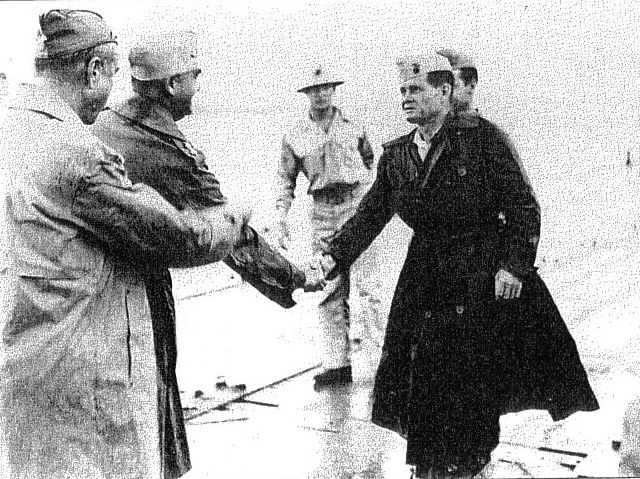
Le major-général del Valle (2e à gauche) est salué par la colonel Lewis Puller à en octobre 1944, tandis que le major-général William H. Rupertus (à l'extrême-gauche) regarde.

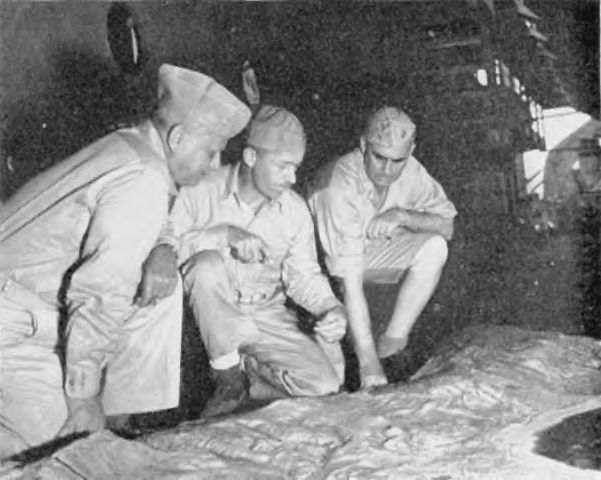
De gauche à droite, le major-général Roy Geiger, le colonel Silverthorn et le brigadier-général Del Valle examinent une carte en relief de Guam à bord l'.

En mars 1941, Del Valle devient le commandant du 11e régiment de Marines (artillerie). Dès le déclenchement de la Seconde Guerre mondiale, Del Valle mène son régiment à la campagne de Guadalcanal, fournissant l'appui d'artillerie de la 1re division marine. À la bataille de Tenaru, la puissance de feu fournie par les unités d'artillerie de Del Valle tue de nombreux soldats japonais avant qu'ils ne puissent atteindre les positions des Marines. Les assaillants sont tués presque jusqu'au dernier homme. Le résultat de la bataille est tellement stupéfiant que le commandant japonais, colonel Kiyonao Ichiki, se fait Hara-kiri peu de temps après,. Le général Alexander Vandegrift, impressionné par la direction de Del Valle, recommande sa promotion et le 1er octobre 1942, Del Valle devient général de brigade. Vandegrift conserve Del Valle à la tête du 11e régiment, la seule fois où le régiment a eu un général comme commandant. En 1943, Del Valle sert en tant que commandant des forces des Marines de Guadalcanal, Tulagi, et des Îles Russell et Florida.
Le 1er avril 1944, Del Valle, en tant que commandant général du 3e corps d'artillerie, III Marine Expeditionary Force, prend part à la bataille de Guam et reçoit une 5/16 inch star pour son commandement. Ses artilleurs sont si efficaces qu'aucun ne peut être plus particulièrement distingué. Aussi, chaque homme reçoit une lettre de recommandation de Del Valle qui est inscrite dans les registres de l'unité.
À la fin du mois d'octobre 1944, il succède au major général William H. Rupertus comme commandant général de la 1re division de Marines, en étant personnellement salué dans son nouveau commandement par le colonel Lewis Burwell «Chesty» Puller. À l'époque, la 1re division s'entraîne sur l'île de Pavuvu pour préparer l'invasion d'Okinawa. Il dirige ensuite la division tout au long de la campagne. Del Valle reçoit une Navy Distinguished Service Medal pour son commandement pendant la bataille et durant l'occupation et la réorganisation subséquentes d'Okinawa.

### Après guerre
Après la fin de la Seconde Guerre mondiale, Del Valle nommé inspecteur général au quartier général du Corps des marines, un poste qu'il occupe jusqu'à sa retraite le 1er janvier 1948. Le 19 février 1946, le sénateur du Nouveau-Mexique Dennis Chávez (en) et Del Valle tiennent une réunion avec le président Harry S. Truman à la Maison-Blanche, dans laquelle Chavez recommande Del Valle pour le poste de gouverneur de Porto Rico. De 1898 à 1942, les gouverneurs de l'île étaient des fonctionnaires nommés par le président des États-Unis. Des politiciens locaux portoricains, comme Luis Muñoz Marin, s'opposent à la nomination de Del Valle en faveur de Jesús T. Piñero (en). Del Valle demande finalement au président Truman de retirer son nom parmi les personnes considérées pour le poste. Le premier gouverneur civil et natif de Porto Rico nommé gouverneur de Porto Rico est ainsi Piñero en 1946. Nomination confirmée par le Congrès qui vote une loi en 1947 permettant aux Portoricains d'élire leur propre Gouverneur.

## Fin de vie
Après sa retraite du corps des Marines, Del Valle travaille comme représentant d'ITT pour le bureau de la compagnie au Caire en Égypte. Après un certain temps avec la compagnie, il est nommé président d'ITT pour toute l'Amérique du Sud à Buenos Aires en Argentine, un poste qu'il occupe jusqu'en 1951.
Croyant les États-Unis menacés par le communisme, Del Valle essaie de convaincre la CIA et le département de la Défense de former un groupe de Minutemen vigilants. Il estime également que la CIA devrait fonctionner derrière les lignes russes et chinoises. Après le rejet de ses idées, il décide de former son propre groupe. En 1953, Del Valle rencontre le lieutenant-colonel John H. Hoffman, le lieutenant-colonel Eugène Cowles Poneroy, le brigadier général Bonner Fellers (en) et la major-général Claire Lee Chennault pour former les « Defenders of the American Constitution » (DAC). Le principal objectif du DAC est de purger les États-Unis de toute influence communiste. L'idée du groupe est d'organiser les citoyens dans chaque état en groupe de vigilants afin de lutter contre le sabotage et d'autres formes de trahison, puis de relier ces groupes au niveau national.
Del Valle s'engage également à la conquête du siège du gouverneur du Maryland en 1953, mais il est défait dans sa tentative aux primaires républicaines. Les points de vue controversés partagés par certains des membres du DAC entrainent le déclin de l'organisation et de sa popularité. Le 12 avril 1961, Del Valle invoque Les Protocoles des Sages de Sion lors d'un discours prononcé devant les United States Daughters of 1812 (en) afin de prouver que le communisme et le socialisme ont été introduits en Russie par un « Gouvernement Invisible » dont l'intention est de détruire ce pays. Del Valle appartient également à un groupe connu comme les Fils de la Liberté, établi en 1967 à Annapolis dans le Maryland et nommé d'après la société secrète patriotique qui a dirigé les actions de la Boston Tea Party le 13 décembre 1773.
Le lieutenant général Pedro del Valle meurt le 28 avril 1978 à Annapolis. Il est enterré dans le United States Naval Academy Cemetery (en). Après la mort de Del Valle à l'âge de 85 ans, le CAD cesse d'exister.

## Publications de Del Valle
Articles
- (en) Pedro del Valle, « Guam, the Classical Amphibious Operation », Military Review,‎ 1944.
- (en) Pedro del Valle, « Massed Fires on Guam », Marine Corps Gazette,‎ 1944.

Livres
- (en) Pedro del Valle, Diary and reports of the U.S. naval observer of Italian Operations in East Africa : March 1937, Washington, Government Printing Office, 1937.
- (en) Pedro del Valle, Roman Eagles Over Ethiopia, Harrisburg, PA, Military service Pub. Co., 1940.
- (en) Pedro del Valle, Semper fidelis : An autobiography, Hawthorne, CA, Christian Book Club of America, 1976.
- (en) Lieutenant General Pedro A. del Valle, U.S. Marine Corps (retired) (Oral history program).

## Honneurs militaires
Les décorations et récompenses du lieutenant Général Pedro del Valle comprennent :
| Gold star   |             |  |             |
| Bronze star | Bronze star |  | Bronze star |
|             |             |  |             |
| Silver star |             |  |             |
|             |             |  |             |

| Navy Distinguished Service Medal                           | Navy Distinguished Service Medal                           | Navy Distinguished Service Medal                           | Navy Distinguished Service Medal                            | Legion of Merit avec une 5⁄16" Gold Star                    | Legion of Merit avec une 5⁄16" Gold Star                    | Legion of Merit avec une 5⁄16" Gold Star | Legion of Merit avec une 5⁄16" Gold Star | Navy and Marine Corps Medal            | Navy and Marine Corps Medal                              | Navy and Marine Corps Medal                              | Navy and Marine Corps Medal                              |
| Navy Presidential Unit Citation avec une 3⁄16" bronze star | Navy Presidential Unit Citation avec une 3⁄16" bronze star | Navy Presidential Unit Citation avec une 3⁄16" bronze star | Marine Corps Expeditionary Medal avec une 3⁄16" bronze star | Marine Corps Expeditionary Medal avec une 3⁄16" bronze star | Marine Corps Expeditionary Medal avec une 3⁄16" bronze star | Dominican Campaign Medal                 | Dominican Campaign Medal                 | Dominican Campaign Medal               | World War I Victory Medal avec une 3⁄16" bronze star     | World War I Victory Medal avec une 3⁄16" bronze star     | World War I Victory Medal avec une 3⁄16" bronze star     |
| Haitian Campaign Medal (1921)                              | Haitian Campaign Medal (1921)                              | Haitian Campaign Medal (1921)                              | Nicaraguan Campaign Medal (1933)                            | Nicaraguan Campaign Medal (1933)                            | Nicaraguan Campaign Medal (1933)                            | American Defense Service Medal           | American Defense Service Medal           | American Defense Service Medal         | American Campaign Medal                                  | American Campaign Medal                                  | American Campaign Medal                                  |
| Asiatic-Pacific Campaign Medal avec une 3⁄16" silver star  | Asiatic-Pacific Campaign Medal avec une 3⁄16" silver star  | Asiatic-Pacific Campaign Medal avec une 3⁄16" silver star  | World War II Victory Medal                                  | World War II Victory Medal                                  | World War II Victory Medal                                  | Order of the Crown of Italy              | Order of the Crown of Italy              | Order of the Crown of Italy            | Italian East African Medal                               | Italian East African Medal                               | Italian East African Medal                               |
| Colonial Order of the Star of Italy                        | Colonial Order of the Star of Italy                        | Colonial Order of the Star of Italy                        | Italian Bronze Medal of Military Valor                      | Italian Bronze Medal of Military Valor                      | Italian Bronze Medal of Military Valor                      | Order of Naval Merit (Cuba), 2nd class   | Order of Naval Merit (Cuba), 2nd class   | Order of Naval Merit (Cuba), 2nd class | Ecuadorian Order of Abdon Calderón, 1st class w/ Diploma | Ecuadorian Order of Abdon Calderón, 1st class w/ Diploma | Ecuadorian Order of Abdon Calderón, 1st class w/ Diploma |